# Histoire de la Côte d'Ivoire au XIXe siècle
 (juin 2025).
L’Histoire de la Côte d'Ivoire au XIXe siècle retrace une partie de l'Histoire de la Côte d'Ivoire, celle de 1800 à 1900.

## Sur les côtes africaines du Golfe de Guinée
Pendant le XVIIIe siècle et de moins en moins jusqu'en 1848, la côte de Guinée est jalonnée d'escales où les navigateurs portugais, anglais, hollandais et français ont installé de multiples comptoirs pour pratiquer la traite de captifs. L'espace est vaste, et l'activité économique lucrative justifie une bonne entente entre affairistes et commerçants associés à la traite négrière qui décline après 1830. Un officier de marine français, le sieur Bouët qui abhorre l'esclavage et le vil profit rend dès 1830 des visites régulières aux chefferies de la Côte entre Tabou et Assinie, non pour de basses raisons lucratives, mais pour signer des traités de reconnaissance et d'alliances militaires. D'Assinie à Sassandra, les pactes amicaux et accords renouvelés font progresser l'influence française, au point d'entériner en 1842 une vaste zone cartographique sous l'égide de traités diplomatiques d'obédience.
L'année 1848 sonne brutalement le glas de la traite et des négoces associés. L'activité des comptoirs périclitent ou s'effondrent, les forts de traite sont abandonnés, mais les militaires français poursuivent plus que jamais leurs actions et rencontres, favorisant au passage les dynasties locales traditionnelles. Le capitaine du génie, Faidherbe termine en 1852/1853 la construction du fort de Dabou avec l'aide des Atiés, des M'Batos et Adioukrous. Les crises économiques, notamment textiles de 1873, remettent en question une croissance autrefois évidente assurée par la seule technique, le capitalisme anglais veut accroître les marchés pour ses productions, et le contrôle économique de régions du globe s'impose, d'une part pour fournir des matières premières à bas coût, et d'autre part, accroître les débouchés des marchés d'exportations, en imposant des marchés captifs. Une seconde colonisation économique apparaît ainsi pleinement justifiée, pour l'Empire britannique et par mimétisme pour la France. Un négociant français de La Rochelle, Arthur Verdier, qui possède des comptoirs à demi-ruinés, en Assinie et à Grand-Bassam, se fait nommer résident français de la Côte d'Ivoire pour assurer la sérénité de sa petite zone côtière. Il s'agit d'une dénomination maritime de la portion du littoral septentrional du golfe de Guinée, s'étend à l'est du Cap des Palmes sur 540 km, à savoir la côte des Dents (d'éléphants) ou côte d'Ivoire. Il ne fait aucun doute que cette terminologie maritime est alors britannique. Plus à l'ouest, cette Ivory Coast laisse la place successivement à la Gold Coast, réputée pour sa poudre d'or sur 510 km, et à la Slave Coast ou Côte des Esclaves, plus restreinte sur 310 km, connue autrefois pour l'intensité de la traite sous pavillon britannique. Se plaçant sous le contrôle du commandant de la division navale de l'Atlantique, le sieur Verdier parvient facilement à sa nomination officielle car les Anglais et les Allemands avaient accaparé le commerce en Assinie pendant la guerre de 1870 et juste après la terrible défaite. Prenant le double casque de colonisateur et de marchand-planteur, il fait alors restaurer les forts abandonnés, investit au petit bonheur dans des plantations de café et de cocotiers, mais aussi d'avocatiers et d'agrumes tout aussi exotiques, instaure des écoles pour apprendre le français, langue de civilisation, et s'efforce de créer la "compagnie de Kong" pour relancer le commerce avec le nord d'un pays pour l'essentiel inconnu aux marchands et militaires français avant la fin des années 1880. Le résident de la République installe une belle résidence à Grand Bassam. Il engage ou favorise des marchands sénégalais ou appoloniens de la côte pour ramener de l'intérieur l'or, l'huile de palme, l'ivoire, etc.

## Les terres des rivières du Sud et de Côte d'Or
Au moment où une gestion intérieure des colonies se met en place, la première mention administrative de la Côte d'Ivoire apparaît sur les registres du gouvernement général du Sénégal, à Saint-Louis, le 10 mars 1893. La dénomination employée avant 1894 est Côte d'Or, désignant une fraction du vaste territoire d'Afrique occidentale qui dépendait en principe depuis les traités d'obédience de 1842, repris en 1870, d'un lieutenant gouverneur des rivières du Sud. Cette terre des rivières du Sud est un espace situé entre Libéria et Gold Coast britannique, dont une première délimitation est entreprise en 1892 par la capitaine Binger et le major anglais Lang. Le gouvernement général de Saint-Louis en charge désormais exclusive et restreinte des questions politiques et militaires depuis 1891 avait proposé une éphémère Guinée unifiée, faisant contre-poids au Sénégal. Par la suite de l'imposition des dénominations précises des différentes colonies de l'AOF, le terme de "rivière du Sud" tend à se restreindre transitoirement au Bénin et au Dahomey.
Par une série de décret du gouvernement général de 1902 à 1904, le gouvernement général récemment installé à Dakar fait de la Côte d'Ivoire une colonie indépendante. Un lieutenant-gouverneur de la colonie Côte d'Ivoire est déjà installé à Bingerville, promue en capitale depuis que Grand-Bassam a été décimée par la fièvre jaune en 1899. Mais ce n'est qu'en 1900 que Bingerville devient officiellement chef-lieu de colonie.

## Nord
Le 17 octobre 1899, alors que la guerre de conquête militaire directe ne paraît pas encore achevée, trois résidences ou cercles administratifs sont fondés par le gouvernement général à Odienné, Kong et Bouna. Ces chefs-lieux ne sont nullement choisis au hasard, ce sont déjà des centres de pouvoir ancien, prestigieux et populeux. La cité de Kong décrit par Binger, avec son grand marché, ses sept quartiers et faubourgs, son conseil municipal sous l'autorité d'un chef spirituel ou religieux, dénommé l'Almany, compte a minima 15000 habitants avant les guerres du tournant du siècle et sa destruction radicale en 1895 par les armées de Samory, qui la pillent et la brûlent. Bouna avant le déferlement des hordes vengeresses du neveu de Samory, Sarankéné, a une taille et une démographie similaire, mais après la déportation en esclavage de ses habitants, elle est quasiment déserte. La Pacification militaire française n'en fait qu'un village dans une région vide. 
Odienné qui appartenait aux Sénoufos, vaillants résistants face à l'expansion malinké au XVIIIe siècle tombe après un lente récession démographique en 1815 sous la férule du royaume malinké de Kabadougou appuyé sur les villages de Samatiguila et Tiémé, et dirigé d'une main de fer par Vakaba Touré, issu d'une prestigieuse famille de Tombouctou. Les Sénoufos indépendants, adeptes d'une religion différentes, se replient autour de Korhogo, ils choisissent le maître des frontières, Gbon Coulibaly qui organise une résistance efficace. Il faut attendre l'année 1892 et la marche de la colonne d'infanterie de marine du chef de corps Combes contre Samory pour que Odienné soit prise par les troupes françaises. Mais elle ne devient qu'un simple poste annexe du Soudan, à l'instar de Tombougou, Bandama, Dabakala et Groumanie, insérés dans la seconde région militaire de Kong. Cette région de Kong, soustraite au Soudan, n'est laissée à la colonie de Côte d'Ivoire qu'en 1899.

## Sud et Ouest

### Ouest
De la Sierra Leone jusqu'à l'embouchure du Bandama, le tableau ne s'éclaire pas car les populations de la grande forêt, appartenant surtout à la famille Krou, restaient généralement fidèles à une vie sociale parfaitement anarchique. Les acheteurs d'armes de Samori Touré parvenaient cependant à la côte vers Monrovia, et on peut étudier, plus au nord, les relations du conquérant avec les peuples frangeant la lisière de la forêt : Kisi ; Toma, Guerzè, Dan et Gouro.
Pour ceux-ci, comme pour les Wènyon (Guéré et Wobé), qui s'étendent en pleine forêt entre Sassandra et la Cavally, des travaux récents permettent de reconstituer l'évolution du peuplement depuis le XVIIIe siècle. Le fait majeur du XIXe siècle, pour tous ces gens (Krou : Bété, Dida et Nèyo - Adyoukrou, Alladyan, Tchaman, Atyé, Abouré), est une intensification massive de l'acculturation, due au développement du commerce européen. Celui-ci était traditionnellement pratiqué par des bateaux s'embossant en rade mais dans l'est, à partir de 1842, la construction des forts français de la Côte de l'Or permit l'installation de factories. Les interventions militaires allaient se multiplier sur la lagune jusqu'à la création de la colonie de la Côte d'Ivoire en 1893.

### Baoulé, Agni, Abron
En arrière de la bande forestière, le peuple Baoulé avait déjà terminé le brassage des éléments très divers qui le constituent, mais il n'occupait pas encore l'ensemble du terroir original qui est le sien. La région de Toumodi était encore à peu près déserte, vers 1800, mais ses riches savanes à rôniers seront peuplées avant le milieu du siècle.
L'extraction de l'or, l'importation du fer, d'origine malinké ou Sénoufo, provoquaient une intense activité commerciale qui sapait les hiérarchies traditionnelles, inspirées de l'Ashanti. Il y eut toujours un roi des Baoulés, à Sakasso, ou se succédaient les neveux utérins d'Akwa Boni, mais, dès le milieu du siècle, son autorité effective se trouvait réduite à la tribu centrale, celle des Warèbo.
Partout le morcellement politique s'accentuait, tandis que la population augmentait à un rythme surprenant. Nombreux, belliqueux, bien armés grâce aux fusils qu'ils achetaient à la côte, les Baoulé demeuraient redoutables. Vers l'est sur le Comoé, les Ano du Mango, affranchis de la tutelle du Royaume de Kong, luttaient avec succès contre les Abrons dont ils tuèrent le Roi Fofyé en 1825.
À l'est du Comoé, les Royaumes Anyi du Ndényé (Indénié) et du Sanwi connaissaient une vie assez calme. Le second venait d'achever la conquête des lagunes quand son Roi Amon Ndoufou accepta le poste français d'Assinie, en 1842.
Plus au nord, après le désastre de 1819, les Abrons avaient renoncé à secouer la tutelle des Ashanti. Kwasu-Yéboa, dit Fofyé, que les suzerains avaient placé sur le trône, chercha une compensation en reprenant le vieux duel contre Bouna, dont il tua le Roi Tyéponou en 1820. Deux ans plus tard, il tombait sous les coups des Baoulé de l'Ano, et ses successeurs allaient s'effacer jusqu'à la chute de Kumasi, en 1873.
Le long règne d'Agyoumani (1850-1897?) ne contribua guère au redressement des Abrons et ses dernières années furent dominées par l'action brouillonne d'un ambitieux, Papè, le chef de l'Akiton. À partir de 1880, les missions européennes se succédèrent (Lonsdale, Lethbridge, Louis-Gustave Binger, Marcel Treich-Laplène) préludant au partage du pays entre Français et Britanniques, qui fut consacré par les accords de 1889. Cela n'empêcha pas Samori Touré de conquérir le pays et de l'occuper assez durement de 1894 à 1897.